# Kalliosaaret (ö i Södra Österbotten, Seinäjoki)
Kalliosaaret är en ö i Finland. Den ligger i sjön Hirvijärven tekojärvi och i kommunen Lappo i den ekonomiska regionen Seinäjoki och landskapet Södra Österbotten, i den sydvästra delen av landet, 300 km norr om huvudstaden Helsingfors. Öns area är 0,3 hektar och dess största längd är 110 meter i nord-sydlig riktning.  Notera att namnet antyder att det är fråga om flera öar.